# East Polquhirter
East Polquhirter ist ein landwirtschaftliches Gebäude nahe der schottischen Ortschaft New Cumnock in der Council Area East Ayrshire. 1979 wurde das Bauwerk in die schottischen Denkmallisten in der Denkmalkategorie C aufgenommen.
Unweit des Bauernhofs wurde in der Vergangenheit ein als „Polquhirter Auld Cairn“ bezeichneter Cairn beschrieben. Mitte des 19. Jahrhunderts wurde von vier aufrechten Steinen sowie dem Fund menschlicher Gebeine in Oberflächennähe berichtet. Zwischenzeitlich wurden die Steine jedoch zu Bauzwecken genutzt und der Cairn ist heute nicht mehr zu erkennen.

## Beschreibung
East Polquhirter liegt isoliert an der A76 rund 800 m östlich von New Cumnock. Der Fluss Nith verläuft etwa 150 m nördlich. Das Gehöft besteht aus drei Gebäudeteilen, welche einen straßenseitig offenen Hof auf drei Seiten umschließen. An der Stirnseite befindet sich das zweistöckige Wohngebäude. Es ist in Cremetönen gestrichen, wobei die Faschen farblich abgesetzt sind. Die seitlichen einstöckigen Stallungen sind gekalkt.